# Vitex buchananii
Vitex buchananii là một loài thực vật có hoa trong họ Hoa môi. Loài này được Baker ex Gürke miêu tả khoa học đầu tiên năm 1895.

## Hình ảnh

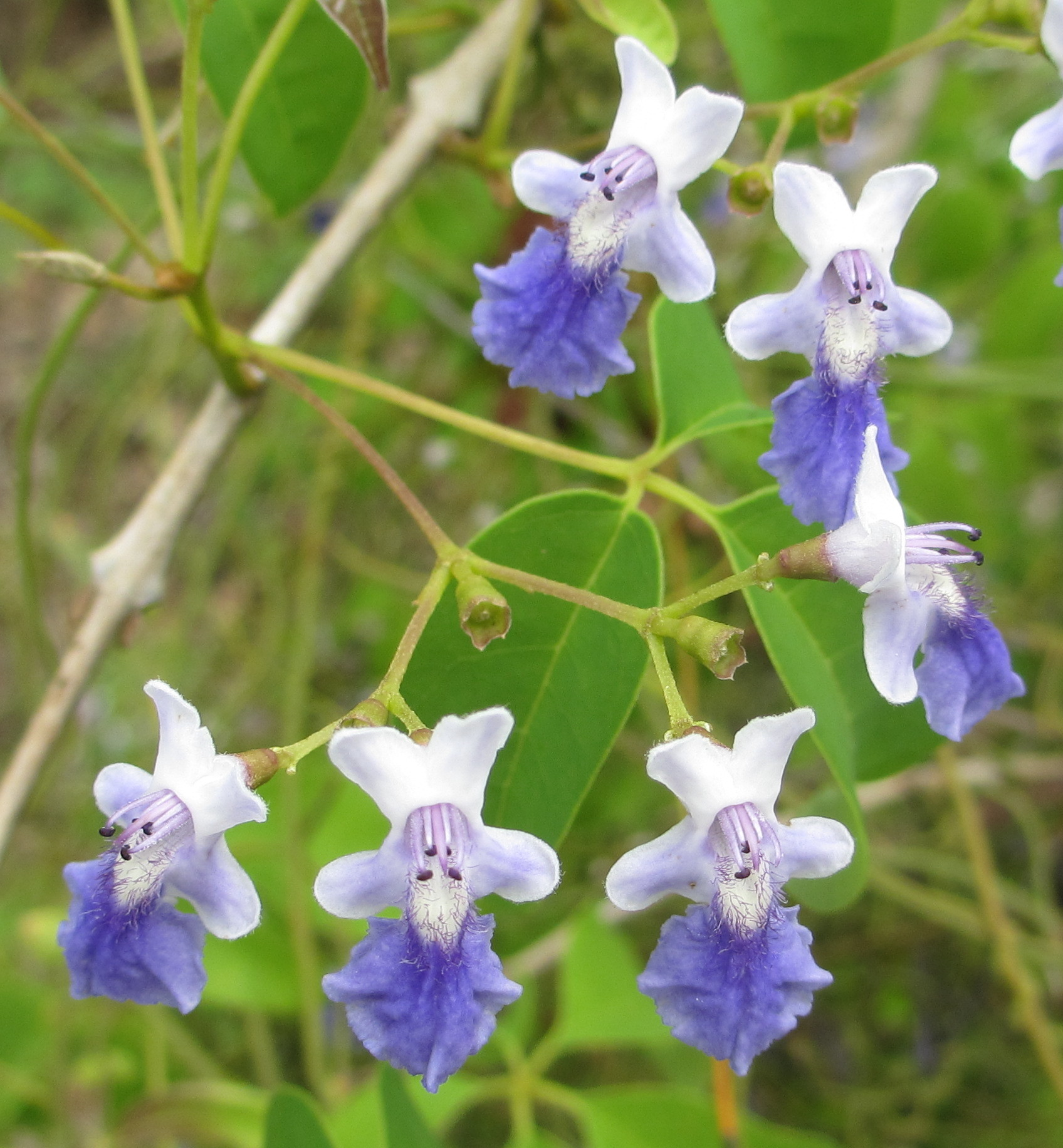